# 1984年サラエボオリンピックのクロスカントリースキー競技
1984年サラエボオリンピックのクロスカントリースキー競技（1984ねんサラエボオリンピックのクロスカントリースキーきょうぎ）は、1984年2月14日から2月27日までユーゴスラビア、サラエボで行われた。

## 競技結果

### 男子

#### 30kmクラシカル
- 1984年2月10日
- エントリー91人：完走87人
- Sports-Reference.com (Olympics) のアーカイブ (英語)
- 1984年サラエボオリンピックのクロスカントリースキー競技 - Olympedia（英語）
- サラエボオリンピック公式記録(PDF):P29-32

| 順位 | 名前                         | 国・地域     | 記録           |
| ---- | ---------------------------- | ------------ | -------------- |
| 1    | ニコライ・ジミャトフ         | ソビエト連邦 | 1時間28分56秒3 |
| 2    | アレクサンドル・ザビヤロフ   | ソビエト連邦 | 1時間29分23秒3 |
| 3    | グンデ・スヴァン             | スウェーデン | 1時間29分35秒7 |
| 4    | ヴラジミール・サクノフ       | ソビエト連邦 | 1時間30分30秒4 |
| 5    | アキ・カルボネン             | フィンランド | 1時間30分59秒7 |
| 6    | ラーシュ＝エリク・エリクセン | ノルウェー   | 1時間31分24秒8 |
| 7    | ハッリ・キルヴェスニエミ     | フィンランド | 1時間31分37秒4 |
| 8    | ユハ・ミエト                 | フィンランド | 1時間31分48秒3 |
| 9    | マウリーリョ・デ・ゾルト     | イタリア     | 1時間31分58秒7 |
| 10   | ウヴェ・ベルマン             | 東ドイツ     | 1時間31分59秒3 |

#### 15kmクラシカル
- 1984年2月13日
- エントリー91人：完走84人
- Sports-Reference.com (Olympics) のアーカイブ (英語)
- 1984年サラエボオリンピックのクロスカントリースキー競技 - Olympedia（英語）
- サラエボオリンピック公式記録(PDF):P28-29

| 順位 | 名前                     | 国・地域     | 記録      |
| ---- | ------------------------ | ------------ | --------- |
| 1    | グンデ・スヴァン         | スウェーデン | 41分25秒6 |
| 2    | アキ・カルボネン         | フィンランド | 41分34秒9 |
| 3    | ハッリ・キルヴェスニエミ | フィンランド | 41分45秒6 |
| 4    | ユハ・ミエト             | フィンランド | 42分05秒8 |
| 5    | ヴラジミール・ニキチン   | ソビエト連邦 | 42分31秒6 |
| 6    | ニコライ・ジミャトフ     | ソビエト連邦 | 42分34秒5 |
| 7    | ウヴェ・ベルマン         | 東ドイツ     | 42分35秒8 |
| 8    | トール＝ホーコン・ホルテ | ノルウェー   | 42分37秒4 |
| 9    | マウリーリョ・デ・ゾルト | イタリア     | 42分40秒0 |
| 10   | アレクサンドル・バチュク | ソビエト連邦 | 42分42秒2 |
| 43   | 山田秀明                 | 日本         | 45分42秒3 |
| 47   | 佐々木一成               | 日本         | 46分04秒8 |
| 50   | 佐藤智                   | 日本         | 46分25秒5 |
| 56   | 中沢祐政                 | 日本         | 46分38秒6 |

#### 4×10kmリレー
- 1984年2月16日
- エントリー17チーム：完走17チーム
- Sports-Reference.com (Olympics) のアーカイブ (英語)
- 1984年サラエボオリンピックのクロスカントリースキー競技 - Olympedia（英語）
- サラエボオリンピック公式記録(PDF):P35-36

| 順位 | 名前 | 国・地域       | 記録           |
| ---- | --- | -------------- | -------------- |
| 1    | トーマス・ワシュベリ ベニー・コールベリ ヤン・オットション グンデ・スヴァン                               | スウェーデン   | 1時間55分06秒3 |
| 2    | アレクサンドル・バチュク アレクサンドル・ザヴャロフ ヴラジミール・ニキチン ニコライ・ジミャトフ           | ソビエト連邦   | 1時間55分16秒5 |
| 3    | カリ・リスタネン ユハ・ミエト ハッリ・キルヴェスニエミ アキ・カルボネン                                   | フィンランド   | 1時間56分31秒4 |
| 4    | ラーシュ＝エリク・エリクセン ヤン・リンヴァル オヴェ・アウンリ トール＝ホーコン・ホルテ                   | ノルウェー     | 1時間57分27秒6 |
| 5    | ギアヘム・グイドン コンラット・ハーレンバルター ヨース・アンブール アンドレアス・グリューネンフェルダー   | スイス         | 1時間58分06秒0 |
| 6    | ヨッヒェン・ベーレ シュテファン・デッツラー フランツ・シューベル ペーター・ツィフェル                     | 西ドイツ       | 1時間59分30秒2 |
| 7    | マウリーリョ・デ・ゾルト アルフレッド・ルンガルディアー ジュリオ・カピターニョ ジョルジョ・ヴァンツェッタ | イタリア       | 1時間59分30秒3 |
| 8    | ダン・シモニュー ティム・コールドウェル ジェームス・ガランス ビル・コーチ                                 | アメリカ合衆国 | 1時間59分52秒3 |
| 9    | カルステン・ブラント ウヴェ・ヴェンシュー フランク・シュレーダー ウヴェ・ベルマン                         | 東ドイツ       | 2時間02分13秒9 |
| 10   | スヴェストラフ・アタナソフ アタナス・シミチエフ ミロチ・イワニチェフ クリスト・バルザノフ                 | ブルガリア     | 2時間03分17秒6 |
| 13   | 佐々木一成 山田秀明 佐藤智 中沢祐政                                                                       | 日本           | 2時間06分42秒5 |

#### 50km
- 1984年2月19日
- エントリー56人：完走50人
- Sports-Reference.com (Olympics) のアーカイブ (英語)
- 1984年サラエボオリンピックのクロスカントリースキー競技 - Olympedia（英語）
- サラエボオリンピック公式記録(PDF):P33-34

| 順位 | 名前                                 | 国・地域     | 記録           |
| ---- | ------------------------------------ | ------------ | -------------- |
| 1    | トーマス・ワシュベリ                 | スウェーデン | 2時間15分55秒8 |
| 2    | グンデ・スヴァン                     | スウェーデン | 2時間16分00秒7 |
| 3    | アキ・カルボネン                     | フィンランド | 2時間17分04秒7 |
| 4    | ハッリ・キルヴェスニエミ             | フィンランド | 2時間18分34秒1 |
| 5    | ヤン・リンヴァル                     | ノルウェー   | 2時間19分27秒1 |
| 6    | アンドレアス・グリューネンフェルダー | スイス       | 2時間19分46秒2 |
| 7    | アレクサンドル・ザヴャロフ           | ソビエト連邦 | 2時間20分27秒6 |
| 8    | ヴラジミール・サクノフ               | ソビエト連邦 | 2時間20分53秒7 |
| 9    | コンラット・ハーレンバルター         | スイス       | 2時間21分11秒6 |
| 10   | ユハ・ミエト                         | フィンランド | 2時間21分53秒1 |
| 47   | 佐藤智                               | 日本         | 2時間39分43秒1 |

### 女子

#### 10kmクラシカル
- 1984年2月09日
- エントリー52人：完走52人
- Sports-Reference.com (Olympics) のアーカイブ (英語)
- 1984年サラエボオリンピックのクロスカントリースキー競技 - Olympedia（英語）
- サラエボオリンピック公式記録(PDF):P37-38

| 順位 | 名前                           | 国・地域         | 記録      |
| ---- | ------------------------------ | ---------------- | --------- |
| 1    | マルヤ＝リーサ・ハマライネン   | フィンランド     | 31分44秒2 |
| 2    | ライサ・スメタニナ             | ソビエト連邦     | 32分02秒9 |
| 3    | ブリット・ペテルセン           | ノルウェー       | 32分12秒7 |
| 4    | ベリト・アウンリ               | ノルウェー       | 32分17秒7 |
| 5    | アンネ・ヤーレン               | ノルウェー       | 32分26秒2 |
| 6    | マリエ・リスビー               | スウェーデン     | 32分34秒6 |
| 7    | マリット・ミルマル             | ノルウェー       | 32分35秒3 |
| 8    | ユリヤ・ステパノワ             | ソビエト連邦     | 32分45秒7 |
| 9    | ナデシャ・ブーラコワ           | ソビエト連邦     | 32分55秒8 |
| 10   | クヴェトスラヴァ・イェリオヴァ | チェコスロバキア | 32分58秒7 |

#### 5kmクラシカル
- 1984年2月12日
- エントリー63人：完走62人
- Sports-Reference.com (Olympics) のアーカイブ (英語)
- 1984年サラエボオリンピックのクロスカントリースキー競技 - Olympedia（英語）
- サラエボオリンピック公式記録(PDF):P36-37

| 順位 | 名前                           | 国・地域         | 記録      |
| ---- | ------------------------------ | ---------------- | --------- |
| 1    | マルヤ＝リーサ・ハマライネン   | フィンランド     | 17分14秒1 |
| 2    | ベリト・アウンリ               | ノルウェー       | 17分14秒1 |
| 3    | クヴェトスラヴァ・イェリオヴァ | チェコスロバキア | 17分18秒3 |
| 4    | マリエ・リスビー               | スウェーデン     | 17分26秒3 |
| 5    | インゲル＝ヘレネ・ニブローテン | ノルウェー       | 17分28秒2 |
| 6    | ブリット・ペテルセン           | ノルウェー       | 17分33秒6 |
| 7    | アンネ・ヤーレン               | ノルウェー       | 17分38秒0 |
| 8    | ウーテ・ノラック               | 東ドイツ         | 17分46秒0 |
| 9    | エヴィ・クラッツァー           | スイス           | 17分47秒5 |
| 10   | ピルッコ・マーッタ             | フィンランド     | 17分48秒0 |

#### 4×5kmリレー
- 1984年2月15日
- エントリー12チーム：完走12チーム
- Sports-Reference.com (Olympics) のアーカイブ (英語)
- 1984年サラエボオリンピックのクロスカントリースキー競技 - Olympedia（英語）
- サラエボオリンピック公式記録(PDF):P40-41

| 順位 | 名前                                                                                                | 国・地域         | 記録           |
| ---- | --------------------------------------------------------------------------------------------------- | ---------------- | -------------- |
| 1    | インゲル＝ヘレネ・ニブローテン アンネ・ヤーレン ブリット・ペテルセン ベリト・アウンリ               | ノルウェー       | 1時間06分49秒7 |
| 2    | ダグマル・シュヴボヴァ ブランカ・パウルー ガブリエラ・スヴォボドヴァ クヴェトスラヴァ・イェリオヴァ | チェコスロバキア | 1時間07分34秒7 |
| 3    | ピルッコ・マーッタ エイヤ・フーティアイネン マルヨ・マティカイネン マルヤ＝リーサ・ハマライネン     | フィンランド     | 1時間07分36秒7 |
| 4    | ユリヤ・ステパノワ リュボフ・リャドワ ナデシャ・ブーラコワ ライサ・スメタニナ                       | ソビエト連邦     | 1時間07分55秒0 |
| 5    | カリン・ランベリ＝スコーギ ドリス・フゴソン マリエ・リスビー アン＝ヤネス・ローゼンダール           | スウェーデン     | 1時間09分30秒0 |
| 6    | カリン・トーマス モニカ・ゲルマン クリスチナ・ギリ＝ブリュッガー エヴィ・クラッツァー               | スイス           | 1時間09分40秒3 |
| 7    | スーザン・ロング ジュディ・ラビノヴィッツ リン・スペンサー＝ガランス パトリシア・ロス               | アメリカ合衆国   | 1時間10分48秒4 |
| 8    | ペトラ・ヴォーゲ ペトラ・ローマン カローラ・アンディング ウーテ・ノラック                           | 東ドイツ         | 1時間11分10秒7 |
| 9    | クララ・アングレール パオラ・ポッゾーニ マヌエラ・ディ・チェンタ グイディーナ・ダルサッソ           | イタリア         | 1時間11分12秒3 |
| 10   | ヤナ・ムラカ アンドレア・スムレカ タチアナ・スモルニカ メトカ・ムニフ                               | ユーゴスラビア   | 1時間13分45秒1 |

#### 20km
- 1984年2月18日
- エントリー43人：完走39人
- Sports-Reference.com (Olympics) のアーカイブ (英語)
- 1984年サラエボオリンピックのクロスカントリースキー競技 - Olympedia（英語）
- サラエボオリンピック公式記録(PDF):P38-40

| 順位 | 名前                         | 国・地域         | 記録           |
| ---- | ---------------------------- | ---------------- | -------------- |
| 1    | マルヤ＝リーサ・ハマライネン | フィンランド     | 1時間01分45秒0 |
| 2    | ライサ・スメタニナ           | ソビエト連邦     | 1時間02分26秒7 |
| 3    | アンネ・ヤーレン             | ノルウェー       | 1時間03分13秒6 |
| 4    | ブランカ・パウルー           | チェコスロバキア | 1時間03分16秒9 |
| 5    | マリエ・リスビー             | スウェーデン     | 1時間03分31秒8 |
| 6    | ブリット・ペテルセン         | ノルウェー       | 1時間13分49秒0 |
| 7    | リュボフ・リャドワ           | ソビエト連邦     | 1時間03分53秒3 |
| 8    | エヴィ・クラッツァー         | スイス           | 1時間03分56秒4 |
| 9    | ピルッコ・マーッタ           | フィンランド     | 1時間04分37秒6 |
| 10   | グイディーナ・ダルサッソ     | イタリア         | 1時間04分44秒1 |

## 各国メダル数
| 順 | 国・地域         | 金 | 銀 | 銅 | 計 |
| -- | ---------------- | -- | -- | -- | -- |
| 1  | フィンランド     | 3  | 1  | 4  | 8  |
| 2  | スウェーデン     | 3  | 1  | 1  | 5  |
| 3  | ソビエト連邦     | 1  | 4  | 0  | 5  |
| 4  | ノルウェー       | 1  | 1  | 2  | 4  |
| 5  | チェコスロバキア | 0  | 1  | 1  | 2  |